# Mariusz Jop
Mariusz Jop, poljski nogometaš in trener, * 3. avgust 1978, Ostrowiec Świętokrzyski, Poljska.